# Altenmünster
Altenmünster település Németországban, azon belül Bajorországban. Lakosainak száma 4600 fő (2023. december 31.).

## Népesség
A település népessége az elmúlt években az alábbi módon változott:
| Lakosok száma | 313  | 632  | 938  | 3385 | 3752 | 3843 | 3975 | 4036 | 4352 | 4600 |
|               | 1875 | 1950 | 1975 | 1987 | 2012 | 2014 | 2016 | 2017 | 2021 | 2023 |